# La Signora in rosso (fantasma)
La Signora in rosso o Dama Rossa è un tipo di fantasma di sesso femminile simile alla Dama Bianca. Secondo la leggenda è più specificatamente attribuita a un'amante abbandonata, uccisa in un impeto di passione, o a una donna vanitosa. In entrambi i casi, la Signora in rosso indossa un abito scarlatto o rosso sangue. Si dice che abbia un carattere solitamente amichevole, sia spesso vista in hotel storici, teatri o altri luoghi pubblici, e che le segnalazioni siano molto frequenti.

## Stati Uniti

### Nord-est
Racconti sulla Dama Rossa provengono da attori e ospiti del Ghostlight Theatre di Amherst, New York.
Alla Wilkes University di Wilkes-Barre, Pennsylvania, l'edificio Weckesser è stato ritenuto infestato da una donna vestita di rosso che, secondo un testimone, sembra reale fino al momento in cui scompare.

### Sud
Si dice che una donna vestita di rosso infesti Wrexham Hall a Chesterfield, in Virginia, dove si ritiene sia morta Susannah Walthall, figlia del proprietario originario della villa. Il libro "Chesterfield County Chronicles" racconta che la donna viene avvistata seduta sulla veranda e che si possono udire i suoi passi. In concomitanza con le sue apparizioni le sedie a dondolo si muovono da sole e le porte si aprono e si chiudono.
La Signora in rosso dell'Huntington College di Montgomery, in Alabama, era un'ex studentessa che indossava principalmente capi d'abbigliamento di colore rosso. Si dice che il suo fantasma aleggi nei corridoi e abbia ispirato il nome di una corsa annuale organizzata dagli studenti, chiamata appunto "La corsa della Dama Rossa".
Una Signora in rosso al Gladstone Inn è stata oggetto di molteplici racconti e storie tramandate oralmente a Black Mountain, nella Carolina del Nord, la sua storia è infatti inclusa nel tour a piedi locale.
A Charleston, nella Carolina del Sud, vicino al Dock Street Theatre, si dice che la Dama Rossa sia il fantasma di Nettie Dickerson, una prostituta che frequentava abitualmente il Planter's Hotel (ora storico edificio del Quartiere Francese). Secondo questa leggenda, la ragazza lavorava come impiegata nella vicina chiesa episcopale di St. Philip, mentre di notte esercitava la professione di prostituta presso l'hotel, dove poi soggiornava. All'età di 25 anni si trovava in piedi con il suo vestito rosso sul balcone dell'hotel durante un temporale, quando fu accidentalmente colpita da un fulmine e uccisa.
Si dice che il Rawls Hotel di Enterprise, in Alabama, sia infestato da una Signora in rosso che in un'epoca non definita è stata spinta giù dal balcone dell'albergo e perse così la vita.

### Centro-ovest
Alcuni visitatori del Bed & Breakfast "National House Inn" a Marshall, nel Michigan, hanno riferito di aver visto la Dama Rossa sulla scalinata anteriore dell'edificio.
Nel Drake Hotel di Chicago, una donna che indossava un vestito rosso sangue si è tolta la vita gettandosi dal decimo piano (o dal tetto, secondo quanto riportato da diverse fonti). Alcuni ospiti affermano di averla vista compiere i suoi ultimi passi nella Gold Coast Room, nella Palm Court e al 10º piano. Il motivo del suo gesto è stato attribuito a una grande forma di gelosia.
Si dice che una Signora in rosso infesti la Kemp Hall dell'Illinois Wesleyan University. Un tempo la villa Kemp apparteneva alla ricca famiglia DeMange, la cui matriarca morì solo dopo un anno di permanenza nella casa. Si dice che il suo riflesso venga visto la sera in un grande specchio sui gradini più alti del secondo piano, dove si prepara per un gran ballo.
A Madison, Indiana, è presente la Lanier Mansion,risalente all'epoca della guerra civile, in cui le guide fanno riferimento durante il tour a piedi a una Dama Rossa che spesso disturba i giardini.

### Ovest
Il quinto piano del Mizpah Hotel in Nevada è noto per la presunta presenza di una Signora in rosso, conosciuta meglio come "Rose" (il suo nome da prostituta), morta proprio lì per mano di un amante geloso. Secondo una fonte non certa, il suo vero nome era Evelyn May Johnston, anche se non ci sono documenti che confermino che una donna con questo nome esistesse a quel tempo, né che un omicidio simile a quello della "Red Lady" abbia mai avuto luogo in quell'hotel.   Si dice che la si possa trovare la notte nella camera d'albergo che porta il suo nome, sussurrando nelle orecchie degli uomini e lasciando le perle della sua collana rotta sui cuscini degli ospiti di sesso maschile.
Si dice che nel bar "Blake Street Vault" di Denver ci sia spesso una Signora in rosso, chiamata Lydia, una ragazza che frequentava il posto negli anni '60 dell'Ottocento. Si dice che venga vista nell'ombra del seminterrato e che il rumore dei suoi tacchi alti si senta sulle assi del pavimento. La leggenda presenta due versioni, nella prima Lydia è stata assassinata a mani nude da un cliente infuriato, mentre la seconda racconta che è stata spinta da giù per le scale.
Si dice che la Dama Rossa frequenti abitualmente la "Spirit Room" del Connor Hotel a Jerome, in Arizona .
A San Antonio, in Texas, presso l'Hotel St. Anthony, qualcuno ha affermato che una donna vestita di rosso è solita entrare nel bagno delle donne, schioccare i tacchi sul marmo del pavimento e sedersi in un box prima di scomparire.
Il Campidoglio dello Stato del Texas, ad Austin, ha la sua Signora in Rosso. Si dice che sia il fantasma di una donna che aveva una relazione con un uomo che lavorava al terzo piano.

### California
A Truckee, California, è presente una Donna in rosso durante la "passeggiata fantasma" (tour di luoghi infestati) del paese.
A Palm Springs, si dice che una Signora in rosso frequenti ancora il luogo della sua morte: fuori dalla "Korakia Pensione", una locanda in stile marocchino un tempo conosciuta come "Dar Marroc". Una tappa esclusiva per personaggi del calibro di Winston Churchill, Rodolfo Valentino ed Errol Flynn.
Al Mendocino Hotel, è stata testimoniata la presenza di una Dama Rossa che infesta la struttura dopo essere morta in un incidente d'auto durante la sua luna di miele.
La tortuosa strada "McEwan Road" che porta al Burlington Hotel a Port Costa rivendica la presenza di una sua Signora in Rosso, che presumibilmente lavorava nei locali della via quando era un bordello nel XIX secolo.

### Nord-ovest
Si dice che la "Moran Mansion" a Orcas Island, Washington, sia infestata da una Dama Rossa che si ritiene essere lo spirito di Alice Goodfellow Rheem, l'eccentrica moglie del secondo proprietario della villa: Donald Rheem.

## Canada
A Vancouver una leggenda racconta che sia presente lo spirito di una Signora in Rosso di nome Jennie Pearl Cox, una donna dell'alta società che morì in un incidente stradale nel 1944, alle porte del Fairmont Hotel Vancouver.
Si dice che la FirstOntario Concert Hall, colloquialmente conosciuta come "Hamilton Place", ad Hamilton, Ontario, sia infestata da una Dama Rossa che piange lacrime rosse. La sua presenza è stata segnalata sia dal personale che dagli spettatori del teatro.
La stazione di transito "Lower Bay" di Toronto è chiusa dal 1966, ma nel corso degli anni è stata segnalata numerose volte la presenza di una Signora in rosso. Secondo i testimoni, il fantasma appare sconvolto mentre scivola o striscia senza piedi né occhi. Inoltre, i lavoratori che affermano di averla vista si sono rifiutati di tornare al lavoro nel tunnel.

## Regno Unito e Irlanda
Si dice che una Dama Rossa cammini intorno alla chiesa di San Nicola a Pluckley, in Inghilterra, a partire dal XII secolo e non abbia mai smesso.
Si dice che il castello di Leap sia infestato da una Signora in rosso che si aggira con in mano un pugnale. Si racconta che si sia suicidata dopo essere stata catturata da uno sconosciuto e violentata.
Nel sito storico di Greenbank House a Glasgow, in Scozia, si dice che una Dama Rossa infesti il giardino del sito insieme al fantasma di un grosso cane.

## Asia
A Malacca, una Signora in rosso è stata segnalata al nono e ultimo piano di un appartamento nel quartiere "Little India" di Malacca. La zona è nota per i saltatori (persone che decidono di commettere suicidio tramite il salto da luoghi alti).
In Thailandia, c'è una storia di una Signora in Rosso che si crede sia uno spirito annegato nel fiume Bang Pakong. I testimoni affermano di averla vista mentre guidavano le loro auto attraverso il ponte del fiume di notte.

## Nella cultura popolare
La serie drammatica coreana "The Ghost Detective" prende il nome da una Dama Rossa che accompagna il personaggio principale nella risoluzione dei crimini.
Nel libro per bambini di Kat Shepherd "The Twilight Curse", una Signora in rosso infesta un teatro.
Nel film Crimson Peak ci sono i fantasmi di una Dama Rossa, ma il loro colore rosso non deriva dal sangue ma dal fatto che vengono sepolti in tini di argilla rossa.